# Vodní mlýn v Cikháji
Vodní mlýn v Cikháji v okrese Žďár nad Sázavou je vodní mlýn, který stojí v jihovýchodní části obce pod hrází Mlynářova rybníka na Stržském potoce. Je chráněn jako nemovitá kulturní památka České republiky.

## Historie
Mlýn pravděpodobně pochází z 1. poloviny 14. století. V roce 1771 jej koupila od zdejší vrchnosti rodina Sáblíkova. V průčelí je mlýn datován rokem 1848.

## Popis
Z původního mlýna se dochovala pouze obytná budova vyzděná ze smíšeného zdiva, s trámovými stropy i klenbami a se šindelovou střechou. Kamenná mlýnice včetně všech technických zařízení se nedochovala, zůstalo pouze několik pilířů a zbytky dřevěného kola. Protější chlévy jsou nadstavěny roubeným obytným stavením se vstupem ze svahu na protější straně.
Voda na vodní kolo vedla z rybníka. V roce 1930 mlýn pohánělo jedno kolo na svrchní vodu (zaniklo; průtok 0.08 m³/s, spád 4.6 m a výkon 3.3 k).

## Zajímavosti
Nedaleko mlýna, v lesích na Žákově hoře, se nachází technická zajímavost. Počátkem 19. století zde byla vybudována umělá vodní strouha nazývaná „U Sražené vody“, která zásobovala zařízení na vodní pohon v Cikháji a Světnově. Tato technická památka je v místě evropské rozvodnice, kde se vody obou úmoří - Severního moře a Černého moře nejvíce přibližují.